# Lisbeth Olsson
Lisbeth Olsson, född 1963, är en svensk mikrobiolog och professor i industriell bioteknik på Chalmers tekniska högskola i Göteborg.

## Biografi
Lisbeth Olsson tog civilingenjörsexamen i kemiteknik på Lunds universitet 1987. Därefter arbetade hon ett par år som analytisk kemist på läkemedelsföretaget Draco innan hon återvände till Lunds universitet för doktorandstudier i tillämpad mikrobiologi. År 1994 disputerade hon och började sedan som postdoktoral forskare vid Danmarks Tekniske Universitet (DTU) i Köpenhamn. Där fortsatte hon sin akademiska karriär och blev år 2006 professor.
År 2008 rekryterades Lisbeth Olsson till Chalmers där hon har byggt upp och leder en stor forskargrupp i industriell bioteknik. Forskningen fokuserar på att designa enzymer och mikroorganismer till processer som omvandlar växtmaterial till förnybara bränslen, kemikalier och material.
Vetenskapsrådet utsåg Lisbeth Olsson till ny huvudsekreterare för området forskningens infrastrukturer i augusti 2021. Vetenskapsrådet har fem huvudsekreterare som ska bidra med hög vetenskaplig kompetens inom var sitt område. Huvudsekreterarna ingår också i myndighetens ledningsråd.

## Priser och utmärkelser
- Invald som ledamot i Kungliga Ingenjörsvetenskapsakademien 2017[4]
- Chalmersstiftelsens pris 2018[5]
- Charles D Scott Award, 2018[6]